# Säck

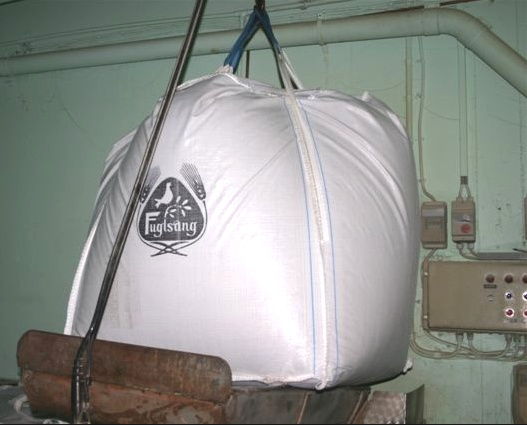
En säck med malt på ett bryggeri på Färöarna.

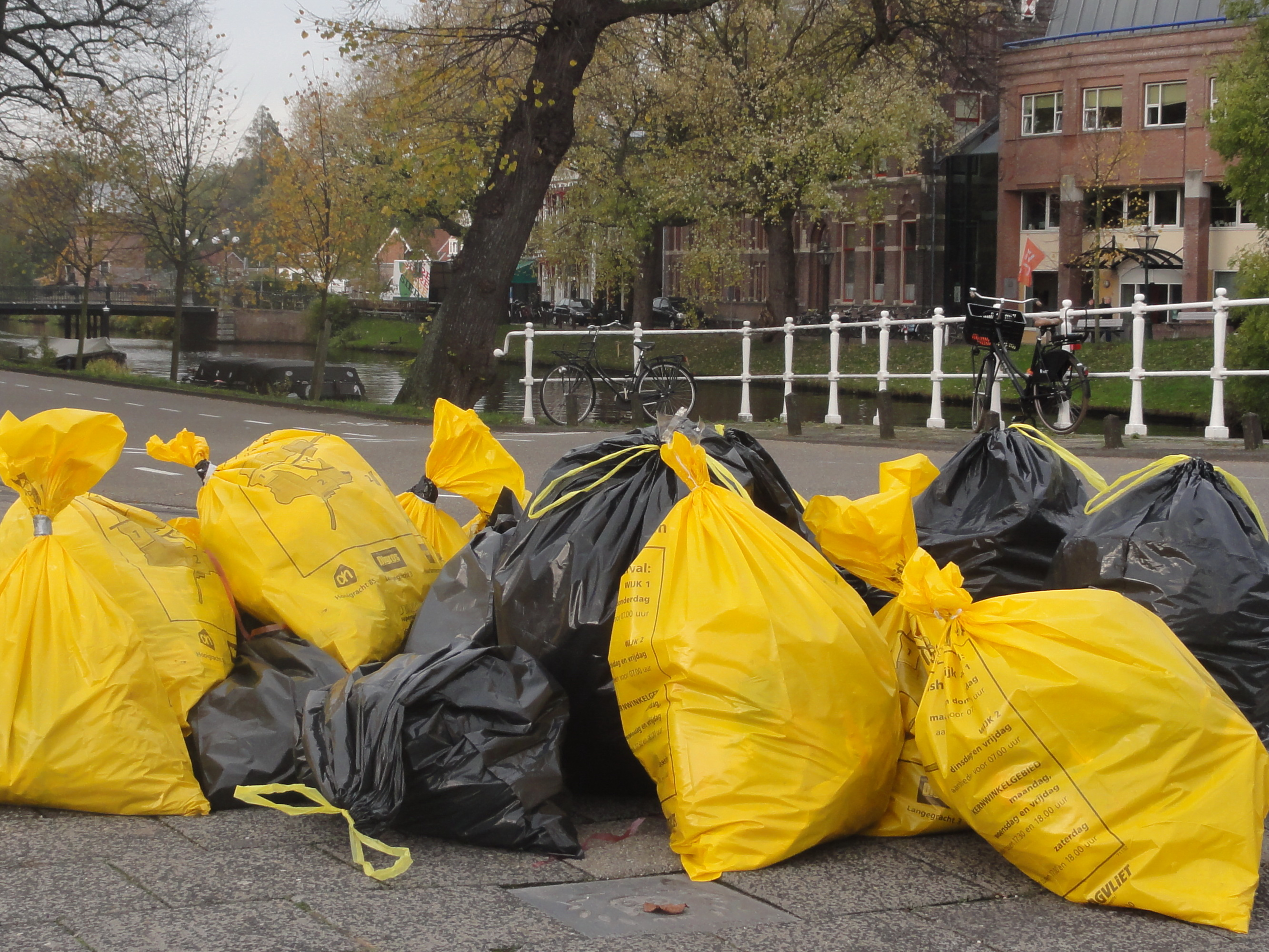
Sopsäckar.

Säck är en mjuk behållare som används för att bära eller lagra något och tillverkas i material som tyg, papper, jute, skinn eller plast. En mindre säck, i allmänhet under 10 liter och tillverkad av tunnare och flexiblare material kallas ofta påse. En mindre säck eller påse med handtag kallas ofta för kasse, eller bärkasse. Industriell tillverkning av papperspåsar inleddes i USA 1852. Bärkassen i tunn plast uppfanns 1965. Se vidare denna artikel.